# Kazerne Regimentsschool 2e Linie
Kazerne Regimentsschool 2e Linie was tussen 1905 en 1930 een Belgisch militair kwartier in het West-Vlaamse Kortrijk op de hoek van de huidige Weggevoerdenlaan en de Burgemeester Felix De Bethunelaan. Tussen 1931 en 1944 was er in de gebouwen een middelbare school gevestigd. Het complex werd tijdens de bombardementen in 1944 volledig vernield. Een nieuw gebouw werd opgetrokken en sinds 1954 is er een opnieuw een middelbare school gevestigd.

## Geschiedenis
In 1871 werd er in de Grote Hallen van Kortrijk een school ingericht voor het 2e Linieregiment van het Belgisch Leger. Het stadsbestuur had echter andere plannen met de Grote Hallen. Daarom werd er door het stadsbestuur een terrein van 2 hectare aangekocht op de hoek van de Weggevoerdenlaan (toen nog Minister Vanden Peereboomlaan) en de Burgemeester Felix De Bethunelaan. Dit terrein werd aan de Belgische staat geschonken, zodat er een regimentskazerne kon opgericht worden. Vanaf 1905 nam het 2e Linieregiment er zijn intrek.
De school kon ook gebruik maken van de schietbaan die de stad in 1858 had aangelegd. Rekruten kregen er een opleiding en training voor het leger. Voor veel arme jongens was dit een kans om hun ontwikkeling bij te schaven en hun Frans te verbeteren. Er heerste een keiharde discipline en ijzeren tucht. 
Tijdens de Eerste Wereldoorlog namen de Duitsers bezit van de regimentsschool en werd deze omgedoopt tot König Wilhelm Kaserne. Vanaf oktober 1916 werden duizenden Kortrijkzanen verplicht er zich aan te melden om dienst te nemen als ZAB (Zivilarbeiter Bataillon). Dit bataljon burgerarbeiders werd door de Duitse bezetter ingezet als dwangarbeiders om werken uit te voeren achter de frontlinie en in Duitsland.
Na de oorlog nam het 2e Linieregiment opnieuw zijn intrek in de gebouwen. Na het opdoeken van de kazerne in 1930, kon een middelbare school er zich vestigen vanaf 1931.
Tijdens de Tweede Wereldoorlog werd de voormalige kazerne volledig vernield als gevolg van de bombardementen op Kortrijk in 1944. Op de terreinen werden nieuwe schoolgebouwen opgericht. Sinds 1954 is er opnieuw een middelbare school gehuisvest.